# Danja Müsch
Danja Müsch-Hupach (Kassel, 14 april 1971) is een voormalig volleyballer en beachvolleyballer uit Duitsland. In de zaal kwam ze in totaal 45 keer uit voor de nationale ploeg. Op het strand nam ze met verschillende partners deel aan drie opeenvolgende Olympische Spelen en won ze in 1994 de Europese titel.

## Carrière

### 1984 tot en met 1996
Müsch begon in 1984 met volleyballen bij SSC Vellmar. Vervolgens speelde ze bij TV Creglingen en van 1992 tot en met 1994 voor USC Münster, met wie ze in dat laatste jaar de CEV Cup won. Daarnaast kwam ze in totaal 45 keer uit voor de nationale ploeg. In 1994 startte ze aan de zijde van Beate Bühler – een ploeggenoot bij Münster – haar beachvolleybalcarrière. Datzelfde jaar won het tweetal de eerste editie van de Europese kampioenschappen beachvolleybal in Espinho door het Tsjechische duo Martina Hudcová en Dolores Storková in de finale te verslaan. Het jaar daarop eindigden ze in Saint-Quay-Portrieux als derde. In Timmendorfer Strand werden ze bovendien nationaal kampioen ten koste van Cordula Borger en Beate Paetow. Daarnaast debuteerden Müsch en Bühler in de FIVB World Tour. Gedurende het seizoen 1995/96 namen ze deel aan negen toernooien in de mondiale competitie. Daarbij behaalden ze onder meer een derde (Brisbane), een vierde (Carolina) en twee vijfde plaatsen (Osaka en Rio de Janeiro).
In 1996 vertegenwoordigden Müsch en Bühler Duitsland bij het eerste olympische beachvolleybaltoernooi in Atlanta. Het duo verloor in de derde ronde van de Amerikaansen Holly McPeak en Nancy Reno en werd in de herkansingen uiteindelijk uitgeschakeld door het Japanse tweetal Sachiko Fujita en Yukiko Takahashi, waardoor het op een gedeelde zevende plaats eindigde. Bij de EK in Pescara wonnen ze het zilver achter Eva Celbová en Soňa Nováková uit Tsjechië en bij de NK eindigden ze als derde. In de World Tour kwamen ze bij vijf wedstrijden tot een tweede plaats in Oostende, een vierde plaats in Maceió en drie negende plaatsen. Gedurende het seizoen wisselde Müsch van partner naar Maike Friedrichsen. Het duo nam dat jaar nog deel aan vier internationale toernooien en behaalde daarbij een tweede (Jakarta) en een vierde plaats (Espinho).

### 1997 tot en met 2001
Het jaar daarop noteerden Müsch en Friedrichsen in de World Tour enkel toptienklasseringen. In Osaka werden ze tweede, in Rio, Marseille en Espinho vijfde en in Melbourne, Pescara en Salvador negende. Bij de eerste officiële wereldkampioenschappen in Los Angeles bereikte het duo de achtste finale die verloren werd van de Braziliaansen Magda Rejane Falcão de Lima en Siomara Marcia de Souza. In eigen land wonnen ze de nationale titel ten koste van Ulrike Schmidt en Gudula Staub. In 1998 moesten ze bij de NK genoegen nemen met het brons. In het mondiale circuit kwamen ze verder tot een vierde plaats in Rio en vijfde plaatsen in Marseille en Dalian alsook bij de Goodwill Games in New York. Het daaropvolgende seizoen speelden Müsch en Friedrichsen zes reguliere wedstrijden in de World Tour met een vijfde plek in Toronto als beste resultaat. Bij de WK in Marseille verloor het tweetal in de derde ronde van Takahashi en Mika Saiki uit Japan. In de vijfde ronde van de herkansing werden ze uitgeschakeld door de latere wereldkampioenen Adriana Behar en Shelda Bede waardoor ze als zevende eindigden. Bij de EK in Palma kwamen ze niet verder dan een dertiende plaats. In Timmendorfer Strand won het duo opnieuw de Duitse titel van Schmidt en Staub. Van 1997 tot en met 1999 werd Müsch bovendien driemaal op rij verkozen tot Duits beachvolleybalspeelster van het jaar.
In 2000 namen Müsch en Friedrichsen in aanloop naar de Spelen in Sydney deel aan negen mondiale wedstrijden met twee zevende plaatsen (Rosarito en Toronto) als beste resultaat. Bij de Olympische Spelen werden ze in de achtste finale uitgeschakeld door Behar en Bede. Daarnaast eindigde Müsch met Jana Vollmer als tweede bij de EK in Getxo achter het Italiaanse duo Laura Bruschini en Annamaria Solazzi. Het jaar daarop werden Müsch en Friedrichsen voor de derde keer nationaal kampioen door Ines Pianka en Tonya Williams in de finale te verslaan. Bij de WK in Klagenfurt strandde het duo in de groepsfase. Bij de EK in Jesolo verloren ze in de tweede ronde van de Bulgaarsen Lina en Petja Jantsjoelova, waarna ze in de tweede herkansingsronde werden uitgeschakeld door het Nederlandse tweetal Rebekka Kadijk en Marrit Leenstra.

### 2002 tot en met 2005
Van 2002 tot en met 2005 vormde Müsch tot slot een team met Susanne Lahme. Het eerste seizoen deden ze mee aan drie FIVB-toernooien en eindigden ze als tweede bij de NK achter Stephanie Pohl en Okka Rau. Het jaar daarop werden ze derde in Timmendorfer Strand. Internationaal namen ze deel aan tien wedstrijden in aanloop naar de WK in Rio met onder meer een tweede plaats in Lianyungang en een vijfde plaats in Milaan als resultaat. Bij de WK verloren ze in de zestiende finale van Pohl en Rau. In 2004 was het tweetal actief op acht FIVB-toernooien. Ze behaalden daarbij onder andere een tweede plaats (Mallorca), een vierde plaats (Berlijn) en twee vijfde plaatsen (Osaka en Shanghai). Bij de EK in eigen land eindigden ze op een gedeelde negende plaats nadat het Noorse duo Susanne Glesnes en Kathrine Maaseide in de achtste finale te sterk was. Bij de Olympische Spelen in Athene bereikten Müsch en Lahme eveneens de achtste finale die verloren werd van Lucilla Perrotta en Daniela Gattelli uit Italië.
Het daaropvolgende seizoen deden ze in de World Tour mee aan zeven reguliere toernooien met een vijfde plaats in Gstaad en een zevende plaats in Sint-Petersburg als beste resultaat. Bij de WK in Berlijn verloren ze in de derde ronde van het Griekse tweetal Vasso Karadassiou en Vassiliki Arvaniti, waarna ze in de vierde ronde van het herkansingsschema werden uitgeschakeld door Beher en Bede. In Timmendorfer Strand werd Müsch aan de zijde van Lahme ten koste van Pohl en Rau voor de vijfde keer nationaal kampioen. Na afloop beëindigde ze haar sportieve carrière. Hetzelfde jaar werd Müsch voor de vierde keer uitgeroepen tot beachvolleybalspeelster van het jaar.

## Palmares
Kampioenschappen zaal
- 1994:  CEV Cup

Kampioenschappen beach
- 1994:  EK
- 1995:  EK
- 1995:  NK
- 1996: 7e OS
- 1996:  EK
- 1996:  NK
- 1997:  NK
- 1997: 9e WK
- 1998:  NK
- 1999: 7e WK
- 1999:  NK
- 2000:  EK
- 2000: 9e OS
- 2001:  NK
- 2002:  NK
- 2003:  NK
- 2004: 9e OS

FIVB World Tour
- 1995:  Brisbane Open
- 1996:  World Series Oostende
- 1996:  World Series Jakarta
- 1997:  Osaka Open
- 2003:  Lianyungang Open
- 2004:  Mallorca Open